# 바르텔스가시쥐
바르텔스가시쥐(Maxomys bartelsii)는 쥐과에 속하는 설치류의 일종이다. 인도네시아에서만 발견된다.

## 특징
꼬리 길이 117~170mm를 제외한 몸길이가 127~178mm인 보통 크기의 설치류로 발 길이는 31~36mm, 귀 길이는 23~27mm이다. 털은 짧고 무성하다. 등 쪽은 짙은 회색을 띠는 반면에 배 쪽은 희다. 귀는 둥글다.

## 생태
땅 위에서 주로 생활하는 육상종이다.

## 분포 및 서식지
자와섬 서부와 중부 화산 지대의 토착종이다. 해발 약 1,830m의 산악 열대 숲에서 서식한다. 교란 환경에서도 적응해 살고 숲 가장자리 지역에서도 발견된다.